# Gilles Li Muisit

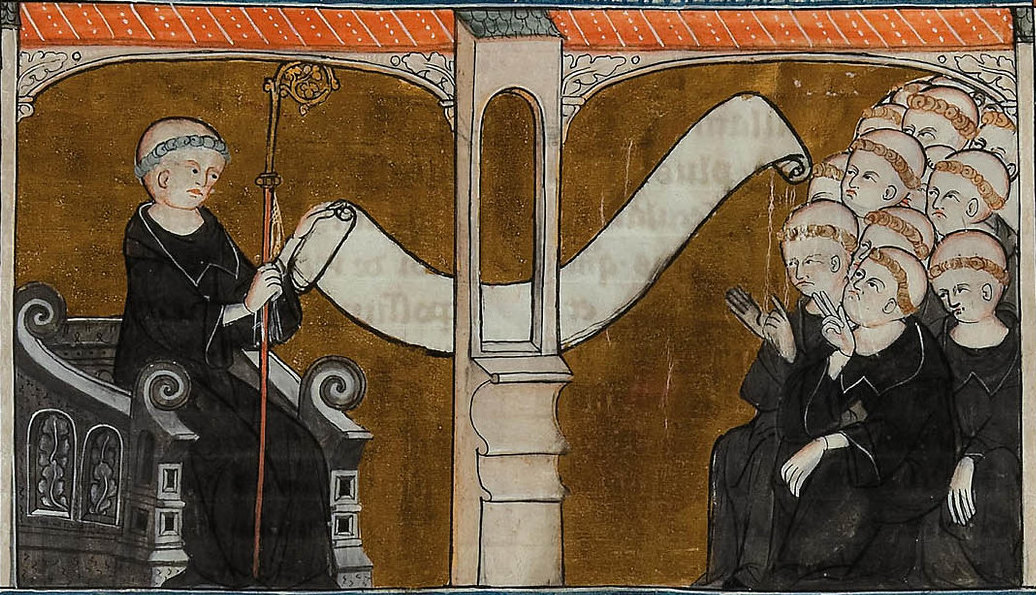
Gilles Li Muisit richt zich tot zijn Doornikse monniken (14e-eeuwse miniatuur)

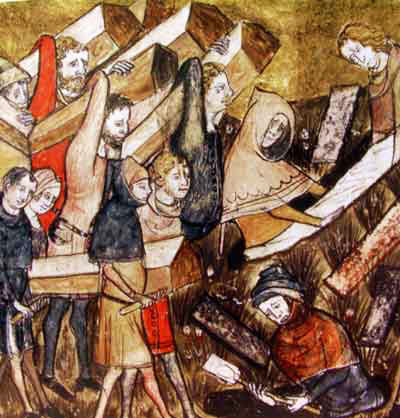
Begraven van pestdoden in Doornik (miniatuur uit de Tractatus quartus van Gilles Li Muisit)

Gilles Li Muisit (of Li Muisis en verder nog bekend als Aegidius Li Muisis, Aegidius Mucidus, Aegidius Le Muisit, Aegidius LeMuisit, Gilles LiMuisis, Gilles LeMiusit, Gilles Muisit, Gillion le Muisit, Gilles Le Muizet, Gilles de Muisis, Gilles le Morveux, Gilles de Saint-Martin de Tournai en Gillon le Muisi) (vermoedelijk Doornik, januari 1272 - Doornik, 15 oktober 1352) was een 14e-eeuws kroniekschrijver en dichter uit de Zuidelijke Nederlanden. Hij was abt van de Sint-Martinusabdij van Doornik.

## Levensloop
Li Muisit genoot onderwijs vanaf de leeftijd van acht jaar en legde zijn kloostergeloften af in de benedictijnerabdij van Sint-Martinus in zijn geboortestad Doornik. Naar aanleiding van het Heilige Jaar 1300 ondernam hij een bedevaart naar Rome.
In de abdij klom Li Muisit op in rangorde: in 1315 werd hij vermeld als granetarius en in 1329 werd hij prior van de abdij. Hij werd naar Parijs gezonden om er de belangen van de abdij te verdedigen en studeerde er eveneens aan de universiteit. Hij sloot er vriendschap met onder anderen Dante.
Na het overlijden van de abt in 1331 werd Li Muisit uit de Franse hoofdstad teruggeroepen en verkozen tot nieuwe abt. Er brak echter een machtsstrijd los tussen de abdij en bisschop Willem van Ventadour van Doornik die een tegenkandidaat naar voren had geschoven. Uiteindelijk werd hij na 17 maanden tot abt gewijd. Li Muisit was een goed bestuurder en slaagde erin om de schuldenberg van de abdij af te bouwen en de vervallen gebouwen waarop een hypotheek rustte te restaureren.
Vanaf 1345 kreeg Li Muisit steeds meer last van cataract waardoor zijn zicht sterk verminderde. In september 1351 werd hij met succes geopereerd door de Duitse chirurg Jan van Mainz. Het jaar nadien overleed hij op 80-jarige leeftijd.

## Werken
Li Muisit schreef religieuze en moraliserende poëzie in het Frans. Zijn dichtwerk werd in 1882 heruitgegeven door Joseph Kervyn de Lettenhove onder de titel: Poésies de Gilles Li Muisis.
Hij was echter vooral bekend als kroniekschrijver. Hij schreef de kronieken Chronicon majus en Chronicon minus in het Latijn waarin de wereldgeschiedenis vanaf de Schepping tot het jaar 1349 werd behandeld. Het Tractatus primus ging over de geschiedenis van de abdij, het Tractatus secundus beschreef het dagelijkse leven in de abdij, het Tractatus tertius was een kroniek over Vlaanderen in de periode 1294-1348 terwijl het Tractatus quartus vooral analytische aantekeningen tot 1352 bevatte. Deze kronieken golden als een belangrijke getuigenis van de geschiedenis van het graafschap Vlaanderen in de eerste helft van de 14e eeuw. Het was Joseph-Jean De Smet die de kronieken in 1841 heruitgaf in het werk: Corpus chronicorum Flandriae.
Originele handschriften zijn bewaard gebleven in de Koninklijke Bibliotheek van België te Brussel, de Bibliothèque nationale de France te Parijs en het Rijksarchief te Kortrijk. De exemplaren te Brussel en Kortrijk zijn bovendien verlucht met miniaturen.